# Championnat du Suriname de football 2006-2007
Navigation
Saison précédente Saison suivante
La saison 2006-2007 du Championnat du Suriname de football est la soixante-et-onzième édition de la Hoofdklasse, le championnat de première division au Suriname. Les treize formations de l'élite sont réunies au sein d'une poule unique où elles s'affrontent deux fois au cours de la saison. À l'issue du championnat, afin de faire passer le championnat de 13 à 12 équipes, les deux derniers du classement sont relégués tandis que le 11e doit disputer un barrage de promotion-relégation.
C'est l'Inter Moengotapoe qui remporte la compétition cette saison après avoir terminé en tête du classement final, avec neuf points d'avance sur un duo composé du tenant du titre, le Walking Bout Company et du SV Leo Victor. Il s’agit du tout premier titre de champion du Suriname de l'histoire du club.

## Les clubs participants
- SV Voorwaarts
- Super Red Eagles
- SCSV Takdier Boys
- SV Leo Victor
- Inter Moengotapoe
- Royal'95
- SV Boskamp
- SV Cosmos
- FCS Nacional
- Walking Bout Company
- SV Transvaal
- SV Jai Hanuman - Promu de Eerste Klasse
- SV Robinhood

## Compétition
Le barème de points servant à établir le classement se décompose ainsi :
- Victoire : 3 points
- Match nul : 1 point
- Défaite : 0 point

### Classement
| Rang | Équipe                | Pts | J  | G  | N | P  | Bp | Bc | Diff |
| ---- | --------------------- | --- | -- | -- | - | -- | -- | -- | ---- |
| 1    | Inter Moengotapoe     | 55  | 24 | 17 | 4 | 3  | 55 | 29 | +26  |
| 2    | Walking Bout CompanyT | 46  | 24 | 14 | 4 | 6  | 55 | 32 | +23  |
| 3    | SV Leo Victor         | 46  | 24 | 14 | 4 | 6  | 57 | 37 | +20  |
| 4    | SV RobinhoodC         | 43  | 24 | 12 | 7 | 5  | 55 | 38 | +17  |
| 5    | SV Jai HanumanP       | 36  | 24 | 11 | 3 | 10 | 54 | 41 | +13  |
| 6    | SV Transvaal          | 36  | 24 | 11 | 3 | 10 | 34 | 32 | +2   |
| 7    | Super Red Eagles      | 35  | 24 | 10 | 5 | 9  | 40 | 42 | -2   |
| 8    | FCS Nacional          | 32  | 24 | 9  | 5 | 10 | 33 | 35 | -2   |
| 9    | Royal'95              | 31  | 24 | 8  | 7 | 9  | 36 | 38 | -2   |
| 10   | SV Voorwaarts         | 29  | 24 | 8  | 5 | 11 | 39 | 41 | -2   |
| 11   | SV Boskamp            | 26  | 24 | 7  | 5 | 12 | 37 | 44 | -7   |
| 12   | SCSV Takdier Boys     | 18  | 24 | 5  | 3 | 16 | 28 | 64 | -36  |
| 13   | SV Cosmos             | 7   | 24 | 2  | 1 | 21 | 31 | 81 | -50  |

|  | Qualification pour la CFU Club Championship 2007                                     |
|  | Participation au barrage pour la 2e place                                            |
|  | Participation au barrage de promotion-relégation                                     |
|  | Relégation directe en Eerste Klasse                                                  |
|  | T : Tenant du titre C : Vainqueur de la Coupe du Suriname P : Promu de Eerste Klasse |

### Matchs

#### Barrage pour la2eplace
Le Walking Bout Company et le SV Leo Victor ont terminé la saison à égalité de points à la 2e place. Ils doivent donc disputer un match de barrage afin de déterminer quelle équipe se qualifie pour la CFU Club Championship 2007.
| 8 juin 2007 | Walking Bout Company | 0 - 2 | SV Leo Victor         | Dr.ir. Franklin Essed Stadion, Paramaribo |
|             |                      |       | 7e Lienga · 37e Grant |                                           |

- Le SV Leo Victor obtient son billet pour la CFU Club Championship 2007.

#### Barrage de promotion-relégation
| Équipe 1   | Résultat | Équipe 2                             | Aller | Retour |
| ---------- | -------- | ------------------------------------ | ----- | ------ |
| SV Boskamp | 3 - 0    | (D2) Sportvereniging Nationaal Leger | 1 - 0 | 2 - 0  |

- Les deux clubs se maintiennent dans leur championnat respectif.

## Bilan de la saison
| Championnat du Suriname de football 2006-2007 |                               |
| Champion                                      | Inter Moengotapoe (1er titre) |
| Coupes et trophées                            |                               |
| Vainqueur de la Coupe du Suriname 2006-2007   | SV Robinhood                  |
| Qualifications continentales                  |                               |
| CFU Club Championship 2007                    | Inter Moengotapoe             |
| CFU Club Championship 2007                    | SV Leo Victor                 |
| Promotions et relégations                     |                               |
| Promus en Hoofdklasse                         | SV Randjiet Boys              |
| Relégués en Eerste Klasse                     | SV Cosmos                     |
| Relégués en Eerste Klasse                     | SCSV Takdier Boys             |